# Coppa dei Campioni d'Africa 1995
La Coppa dei Campioni d'Africa 1995 è stata la trentunesima edizione del massimo torneo calcistico africano per squadre di club maggiori maschili.

## Risultati

### Turno preliminare
| Squadra 1            | Totale          | Squadra 2       | Andata | Ritorno |
| -------------------- | --------------- | --------------- | ------ | ------- |
| Eleven Men in Flight | 4 - 4 (4-2 dcr) | Lobatse Gunners | 2 - 2  | 2 - 2   |

### Primo turno
Si ritirano dalla competizione i campioni del Marocco dell'Olympique Casablanca.
| Squadra 1            | Totale          | Squadra 2           | Andata | Ritorno |
| -------------------- | --------------- | ------------------- | ------ | ------- |
| Eleven Men in Flight | 0 - 5           | Orlando Pirates     | 0 - 3  | 0 - 2   |
| Fire Brigade         | 3 - 1           | Costa do Sol        | 3 - 0  | 0 - 1   |
| Dynamos              | 2 - 0           | Al-Hilal Omdurman   | 1 - 0  | 1 - 0   |
| Maniema              | 0 - 2           | Ismaily             | 0 - 1  | 0 - 1   |
| LDF                  | 2 - 6           | Saint-Pierroise     | 2 - 2  | 0 - 4   |
| FNP                  | 0 - 9           | Express             | 0 - 2  | 0 - 7   |
| Étoile du Congo      | 3 - 3 (gfc)     | Aigle de Nkongsamba | 3 - 2  | 0 - 1   |
| Étoile Ouagadougou   | 2 - 5           | Espérance           | 1 - 1  | 1 - 4   |
| Semassi              | 0 - 2           | BCC Lions           | 0 - 1  | 0 - 1   |
| Real de Banjul       | 1 - 0           | Travadores          | 1 - 0  | 0 - 0   |
| Mbilinga             | 6 - 4           | Vita Club           | 4 - 0  | 2 - 4   |
| Petro Atlético       | 2 - 5           | ASEC Mimosas        | 1 - 2  | 1 - 3   |
| Power Dynamos        | 2 - 2 (3-4 dcr) | Simba               | 1 - 1  | 1 - 1   |
| NPA Anchors          | 1 - 8           | Obuasi Goldfields   | 0 - 0  | 1 - 8   |
| Stade Malien         | 2 - 1           | Horoya              | 1 - 0  | 1 - 1   |
| US Chaouia           | a tav.          | Dragons             | -      | -       |

### Secondo turno
| Squadra 1         | Totale | Squadra 2           | Andata | Ritorno |
| ----------------- | ------ | ------------------- | ------ | ------- |
| Real de Banjul    | 0 - 2  | Mbilinga            | 0 - 2  | [ 2 ]   |
| BCC Lions         | 1 - 2  | Orlando Pirates     | 1 - 1  | 0 - 1   |
| ASEC Mimosas      | 4-2    | Simba               | 2 - 1  | 2 - 1   |
| Obuasi Goldfields | 1 - 0  | Stade Malien        | 1 - 0  | 0 - 0   |
| Espérance         | 4 - 0  | Fire Brigade        | 2 - 0  | 2 - 0   |
| Ismaily           | 8 - 1  | Saint-Pierroise     | 5 - 0  | 3 - 1   |
| Dynamos           | 4 - 3  | US Chaouia          | 1 - 1  | 3 - 2   |
| Express           | 3 - 1  | Aigle de Nkongsamba | 3 - 0  | 0 - 1   |

### Quarti di finale
| Squadra 1         | Totale      | Squadra 2       | Andata | Ritorno |
| ----------------- | ----------- | --------------- | ------ | ------- |
| Obuasi Goldfields | 0 - 2       | ASEC Mimosas    | 0 - 2  | 0 - 0   |
| Mbilinga          | 2 - 4       | Orlando Pirates | 2 - 1  | 0 - 3   |
| Express           | 2 - 2 (gfc) | Dynamos         | 0 - 1  | 2 - 1   |
| Espérance         | 0 - 1       | Ismaily         | 0 - 1  | 0 - 0   |

### Semifinali
| Squadra 1       | Totale | Squadra 2    | Andata | Ritorno |
| --------------- | ------ | ------------ | ------ | ------- |
| Ismaily         | 2 - 5  | ASEC Mimosas | 1 - 0  | 1 - 5   |
| Orlando Pirates | 2 - 1  | Express      | 1 - 0  | 1 - 1   |

### Finale

#### Andata
| Johannesburg 2 dicembre 1995                                            | Orlando Pirates | 2 – 2            | ASEC Mimosas | FNB Stadium |
| \| \| \| \| \| Mkhalele 5’ Lane 42’ \| Marcatori \| 18’ Zaki 31’ Sié \| |                 |                  |              |             |
|                                                                         |                 |                  |              |             |
| Mkhalele 5’ Lane 42’                                                    | Marcatori       | 18’ Zaki 31’ Sié |              |             |

#### Ritorno
| Abidjan 16 dicembre 1995                        | ASEC Mimosas | 0 – 1         | Orlando Pirates | Stadio Félix Houphouët-Boigny |
| \| \| \| \| \| \| Marcatori \| 73’ Sikhosana \| |              |               |                 |                               |
|                                                 |              |               |                 |                               |
|                                                 | Marcatori    | 73’ Sikhosana |                 |                               |